# Mitch Albom
Mitch Albom, właśc. Mitchell David Albom (ur. 23 maja 1958 w Passaic w stanie New Jersey w USA) – amerykański pisarz, dziennikarz sportowy, komentator radiowy i telewizyjny. Absolwent Akiba Hebrew Academy, Brandeis University i Columbia University.

## Dziennikarz sportowy
Pierwszym miejscem pracy w jego dziennikarskiej karierze był nowojorski tygodnik „Queens Tribune”. Praca ta pozwoliła mu na rozpoczęcie nauki na Columbia University Graduate School of Journalism. Po ukończeniu studiów współpracował z m.in. „Sports Illustrated”, „GEO”, „The Philadelphia Inquirer” czy „The Fort Lauderdale News and Sun Sentinel”.
W 1985 Mitch Albom zdobył nagrodę Associated Press Sports Editor. Po tym sukcesie dołączył, jako felietonista sportowy, do redakcji „Detroit Free Press”. Pracując w Detroit, został jednym z najczęściej nagradzanych amerykańskich dziennikarzy sportowych.

## Autor
Popularność przyniosła mu książka Wtorki z Morriem (Tuesdays with Morrie) z 1997, która stała się światowym bestsellerem po wizycie autora w amerykańskim talk show Oprah Winfrey's show. Adaptacja filmowa książki z 1999 zdobyła cztery nagrody Emmy.
Jego następna książka Pięć osób, które spotykamy w niebie (The Five People You Meet In Heaven) (2003) również zdobyła uznanie czytelników, stając się kolejnym bestsellerem i doczekując się filmowej adaptacji w 2003 roku.
Najlepiej sprzedającą się książką Alboma okazała się Jeszcze jeden dzień (For One More Day) z 2006, przedstawiająca historię mężczyzny, który – pragnąc śmierci – spędził dzień ze swoją zmarłą przed ośmioma laty matką.
Jego książki sprzedały się na całym świecie w łącznym nakładzie przekraczającym 35 mln egzemplarzy.
Dotychczas zekranizowano jego cztery książki.

## Twórczość
- Tuesdays with Morrie (1997; wydania polskie: Niezapomniana lekcja życia. Wtorki z Morriem, tłum. Piotr Szymor, Świat Książki 2000; Wtorki z Morriem, tłum. Piotr Szymor, Świat Książki 2014).
- The Five People You Meet in Heaven (2003; wydania polskie: Pięć osób, które spotykamy w niebie, tłum. Joanna Puchalska, Świat Książki 2004; 2008).
- For One More Day (2006; wydania polskie: Jeszcze jeden dzień, tłum. Dominika Lewandowska, Świat Książki 2008; Znak Literanova 2014).
- Have a Little Faith (2009; wydania polskie: Miej trochę wiary. Prawdziwa historia, tłum. Anna Zielińska, Świat Książki 2011; 2014).
- The Time Keeper (2012; wydanie polskie: Zaklinacz czasu, tłum. Nina Dzierżawska, Znak Literanova 2014).
- The First Phone Call from Heaven (2013; wydanie polskie: Pierwszy telefon z nieba, tłum. Nina Dzierżawska, Znak Literanova 2015).
- The Magic Strings of Frankie Presto (2015)
- The Next Person You Meet in Heaven (2018; wydanie polskie: Kolejna osoba, którą spotkamy w niebie, tłum. Jakub Jedliński, Zysk i S-ka 2019).

### Książki sportowe[7]
- Bo (1989) – biografia Bo Schembechlera (również współautor).
- Fab Five (1993).
- Live Albom (1988) – zbiór felietonów Alboma publikowanych w „Detroit Free Press” w latach 1985–1987.
- Live Albom II (1990) – zbiór felietonów Alboma publikowanych w „Detroit Free Press” w latach 1988–1990.
- Live Albom III. Gone to the Dogs (1992) – zbiór felietonów Alboma publikowanych w „Detroit Free Press” w latach 1990–1992.
- Live Albom IV (1995).